# 羅天桂
羅天桂（?—?），贵州畢節人，清朝政治人物、同進士出身。
乾隆六十年（1795年）清高宗禪位仁宗乙卯恩科進士，三甲七十名，后官廣東直隸州知州。